# Olędry
Olędry (niem. Wagenfeld) – wieś w Polsce położona w województwie warmińsko-mazurskim, w powiecie szczycieńskim, w gminie Wielbark. W latach 1975–1998 miejscowość położona była w województwie olsztyńskim.
Wieś założona na osuszonych w 1794 Bagnach Łatana, w pobliżu granicy Prus z Polską.